# 道碴

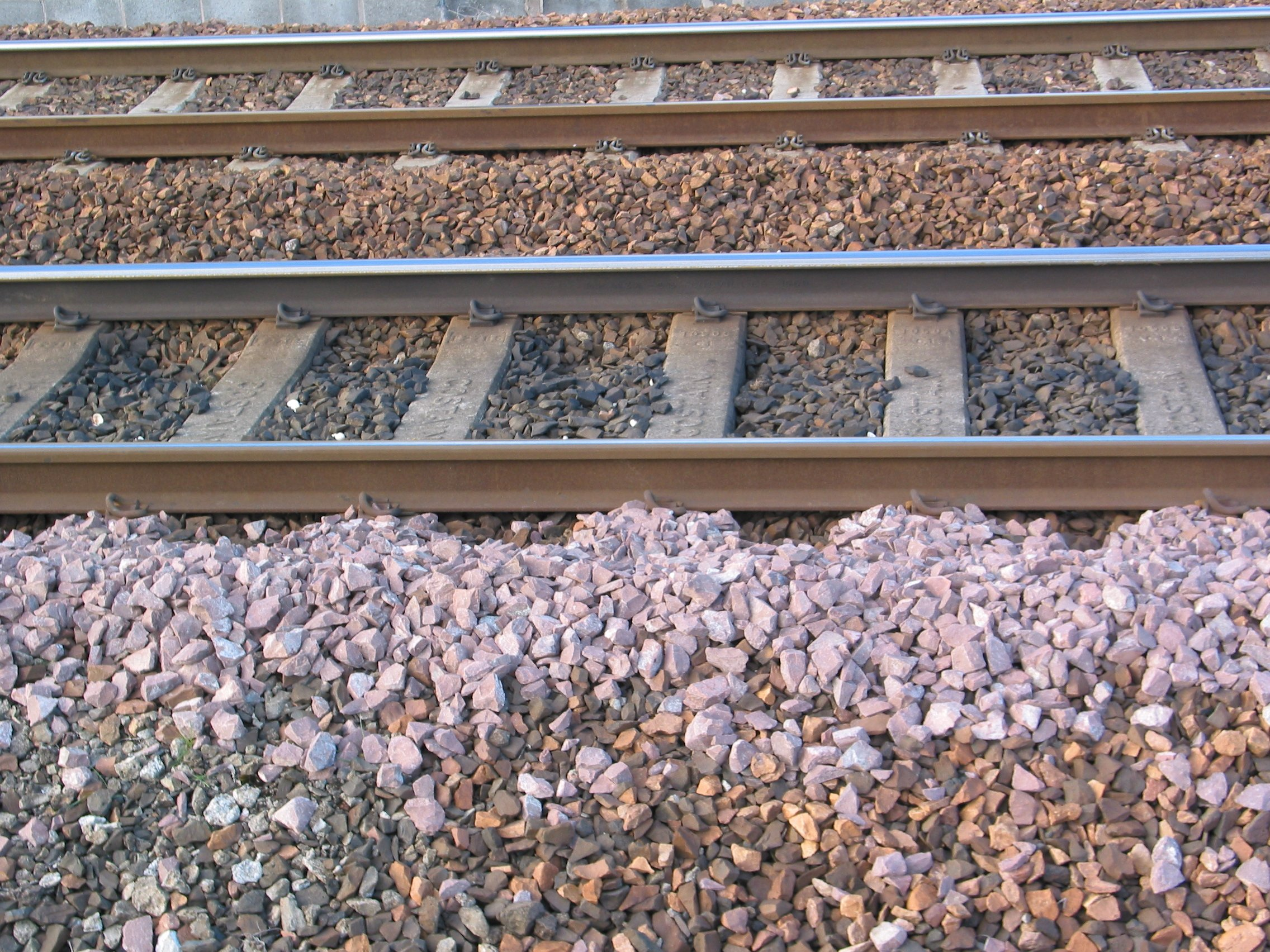
使用道碴的路軌

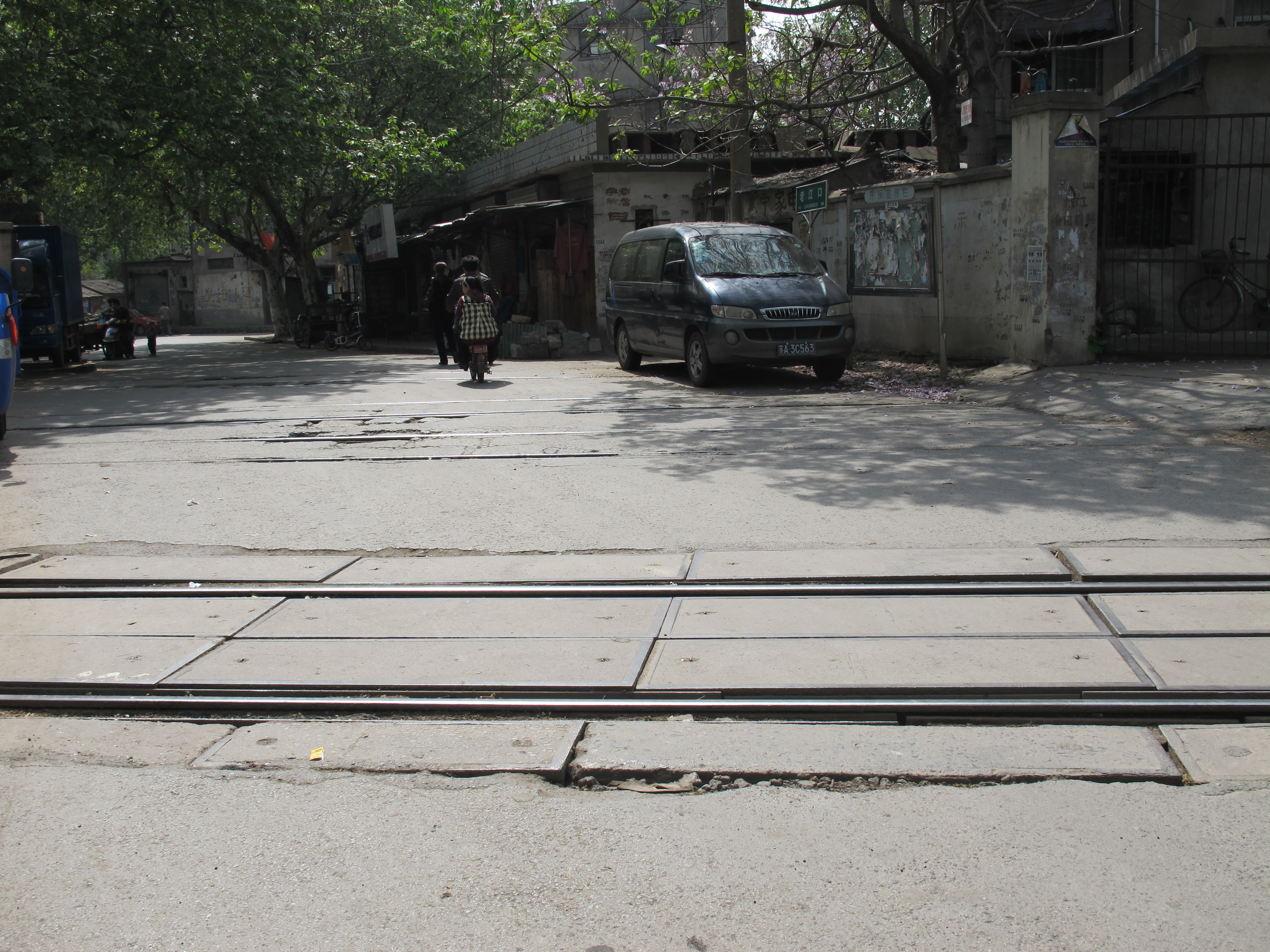
在和公路交叉的地方，道碴上會再鋪上橡膠板或铺设混凝土板块，便利公路車輛通過鐵路

道碴，是鐵路運輸系統中，用作承托軌道枕木的碎石，是常見的軌道道床結構。工程在路基穩固後鋪設路軌，接著灑上厚厚的道碴，再拉高路軌調整至道碴之上，然後藉由砸道震動減少碎石之間的縫隙來穩固住路軌。使用道碴可以使排水及調校路軌位置更为容易，同時由於道碴把列車及路軌重量分散在路基上，因而能夠減低列車經過時所帶來的震動及噪音，使得乘客的乘坐舒適程度增加。
使用道碴的軌道雖然建設成本便宜，但隨著列車通過次數增加、載重增加也會導致道碴被壓碎損耗的情形大增，損耗細碎的道碴在列車高速通過時亦可能濺起傷及列車，另一方面細碎損耗的道碴沉積在軌道底，伴隨受損的路基遇雨形成爛泥，這時列車行經的重量讓爛泥噴濺到軌道上方，即為噴泥現象，需要適時篩除或挖除，補充大小適中的道碴來維持路軌的穩定性。然而現今軌道系統營運時間越來越長，相對路線可進行維修保養的時間越來越短，因此軌道系統在考量維護路線的環境（橋梁或隧道）、難易度、養護頻率、維護所需工時與成本，部分路段會使用建設成本較高的无砟轨道，以減少維護頻率與成本，並增加可營運時間。目前日本和德國有各自的无砟轨道技術，中国在发展高速铁路时也引进两国的技术进行改良。
碎石可分散列車駛經時產生的震動，保持鋼軌的軌距不變，不致發生出軌事故，石頭之間的罅隙並可吸收噪音，更可迅速排去雨水。但道碴路軌不及混凝土堅固，被壓碎的道碴產生的空隙會導致路軌因列車壓力而移位，需經常巡視、校正路軌位置並篩換、補充碎石；而道碴的高排水力亦會令路軌雜草叢生需經常清理，故道碴軌道保養週期較短、頻率較高。

## 外部連結
- 香港鐵路工程中心: 道床 （页面存档备份，存于）